# Burhinus bistriatus
L'occhione bistriato (Burhinus bistriatus, Wagler 1829), è un uccello della famiglia dei Burhinidae.

## Descrizione
L'occhione bistriato è un uccello di medio-grandi dimensioni, lungo 46–50 cm e del peso di 780-785g. Ha un piumaggio mimetico, bruno grigio sul dorso, marroncino su collo e petto e biancastro sul ventre. Sulla testa sono visibili le due sopracciglia bianche e le due strisce nere sopra esse (da cui il nome "bistriato"), che terminano quasi sulla nuca. Il sottoala è bianco con l'estremità dei bordi nera, mentre la parte superiore è del colore del dorso ma con in più una macchia bianca. Ha grandi occhi gialli, lunghe zampe grigio-verdi e un robusto becco giallo-nero.

## Distribuzione e habitat
Questo uccello è visibile in Centro e Sud America, dal Messico meridionale alla Colombia, al Venezuela e fino al Brasile settentrionale. È presente anche su Hispaniola, su Trinidad e Tobago e su altre isole dei Caraibi. È invece di passo negli Stati Uniti, su Barbados e Curaçao. 
Abita praterie, savane e altri ambienti aperti e aridi.

## Biologia
L'occhione bistriato ha abitudini notturne e crepuscolari. Il suo è un volo battente, tuttavia evita di volare affidandosi all'accovacciamento e alle sue capacità mimetiche per sfuggire ai pericoli. Solo di notte, emette un verso simile ad un acuto e ripetuto Chii.

### Alimentazione
L'occhione bistriato si nutre di grossi insetti, altri invertebrati e piccoli vertebrati (roditori, rettili, etc). Per la sua utilità nel controllo degli insetti, viene anche semi-addomesticato.

### Riproduzione
Questa specie utilizza come nido piccole fosse spoglie, in cui la femmina depone due uova bruno-olivastre. Entrambi i genitori si occupano della cova che dura 25-27 giorni. I pulcini, che differiscono dagli adulti per la nuca biancastra e un dorso un po' più scuro, sono molto precoci e in grado di lasciare il nido nelle due settimane successive alla nascita.

## Sistematica
L'occhione ha cinque sottospecie:
- Burhinus bistriatus bistriatus
  - Burhinus bistriatus vigilans sottospecie di B. b. bistriatus
- Burhinus bistriatus dominicensis
- Burhinus bistriatus nanus
- Burhinus bistriatus pediacus
- Burhinus bistriatus vocifer

## Galleria d'immagini

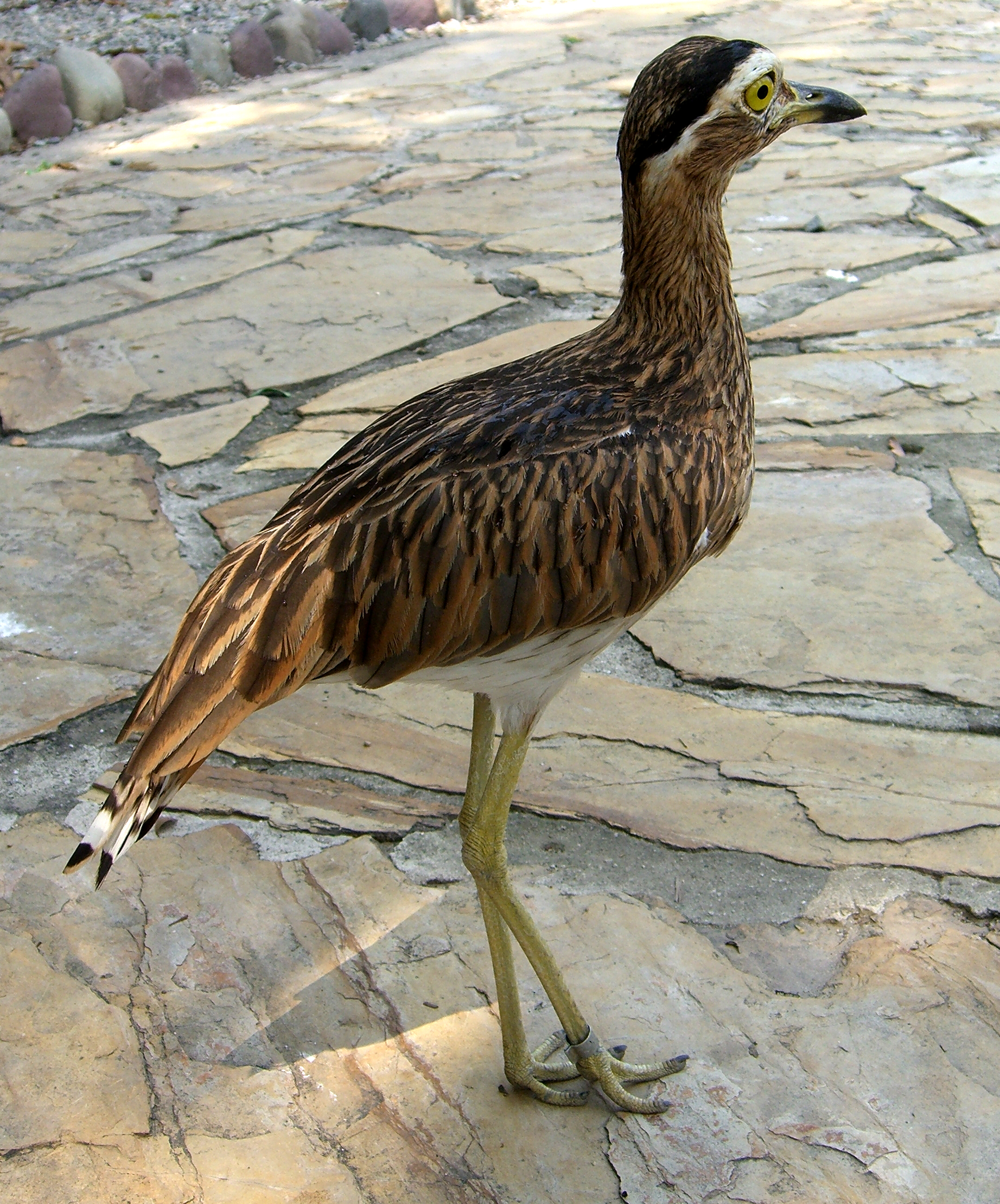